# ریچارد ددکیند
ریچارد ددکیند، (۱۸۳۱-۱۹۱۶) ریاضیدان آلمانی بود.

## زندگی
ریچارد ددکیند ریاضیدانی آلمانی بود که چند سالی را در دانشگاه گوتینگن گذراند و بیشتر باقیماندهٔ عمرش را در دانشکده ای فنی تدریس کرد. شهرتش به علت برش ددکیند است. این برش، رجوع به ساخت صوری دستگاه عدد حقیقی اش از اعداد گویا دارد. این کار، قدم مهمی به سوی صورتگرایی ریاضیات که در این قرن ملاحظه کرده‌ایم بوده‌است؛ تنظیمی که ۲۰۰۰ سال پیشتر توسط ادوکسوس پیش‌بینی شده بود.
یولیوس ویلهِلم ریچارد ددکیند (به آلمانی: Julius Wilhelm Richard Dedekind) (۶ اکتبر ۱۸۳۱ – ۱۲ فوریه ۱۹۱۶) ریاضی‌دان آلمانی و مبدع قضیه ددکیند است که می‌گوید:
هرگاه همه نقطه‌های خط راستی به دو رده تقسیم شوند، چنان‌که هر نقطه رده نخستین در طرف چپ هر نقطه رده دومین واقع شود؛ آنگاه یک و فقط یک نقطه وجود دارد که این تقسیم نقاط به دو رده را به وجود می‌آورد، و بدان نحو خط راست را به دو جز تقسیم می‌کند.